# Hochlandmoa
Der Hochlandmoa (Megalapteryx didinus), Waldmoa oder Zwergmoa ist eine ausgestorbene Vogelart aus der auf Neuseeland endemischen Ordnung der Moas (Dinornithiformes).

## Beschreibung
Der Hochlandmoa war mit einer Größe von ungefähr 1,30 m und einem Gewicht von ungefähr 25 kg eine der kleinsten Moaarten.

## Lebensraum und Lebensweise
Der Hochlandmoa kam in den höheren und kühleren Regionen der Südinsel vor. Er bewohnte die subalpine Vegetationszone und ernährte sich von Sträuchern und Wildkräutern.

## Aussterben
Der Hochlandmoa war die letzte Moaart, die ausstarb. Sie verschwand ungefähr um 1500. Es gibt allerdings Wissenschaftler, die vermuten, dass isolierte Populationen bis ins frühe 19. Jahrhundert überlebt haben könnten.
Mehrere Museumsexemplare mit Weichgewebe und Federresten sind bekannt. Das Typusexemplar A16, das sich im British Museum befindet, wurde 1876 bei Queenstown gefunden. Ein Bein mit viel Muskelgewebe, Haut und Federn von Old Man Range (C.68.2) befindet sich im Otago Museum, ein Skelett mit Nacken- und Kopfgewebe aus der Gegend von Cromwell (NMNZ S400) und ein Fuß mit einigen Muskeln und Sehnen (NMNZ S23080), der am 7. Januar 1987 am Mount Owen gefunden wurde, befinden sich im Museum of New Zealand Te Papa Tongarewa. Das letztgenannte Fundstück wird auf ein Alter von 3300 bis 3400 Jahren datiert.
Reste von einem unvollständigen Ei (Canterbury Museum NZ 1725), die 1971 am Rakaia River gefunden wurden, sind vorläufig dieser Art zugeschrieben worden. Die Radiokohlenstoffdatierung für den Zeitraum 1300 – 1400 stimmt darin überein. Die Farbe der Eier variierte bei einzelnen Individuen. Sie reichte von beige und cremeweiß bis hellgrün.